# Plesiorycteropodidae
A Plesiorycteropodidae az emlősök osztályában az Bibymalagasia rendjének egyetlen családja.
Egyetlen neme a Plesiorycteropus, melybe két fajt sorolnak, a Plesiorycteropus madagascariensis-t és a  Plesiorycteropus germainepetterae-t Mára mindkettő faj kihalt, korábban Madagaszkár szigetén éltek és a sziget őslakóinak érkezését követően nem sokkal haltak ki, nagyjából 1000 évvel ezelőtt.
Jelenlegi ismeretünk szerint egyetlen további családdal sem állnak közeli rokonságban (a földimalaccal sem, ahogy korábban feltételezték) és egy különálló leszármazási vonalat képviselnek az Afrotheria öregrenden belül.

## Megjelenésük
A Plesiorycteropus fajok jóval kisebbek voltak, mint a földimalac, súlyuk 6 és 18 kilogramm között mozoghatott. Feltehetően fogatlan emlősök voltak, mindmáig egyetlen fosszilizálódott leleten sem találtak fogakat. Erős lábakon járó talajlakó emlősök lehettek.

## Életmódjuk
Nagyon valószínűleg erdőlakó fajok voltak. Az erdők talaján kutathattak rovarokból, elsősorban hangyákból és termeszekből álló táplálékuk után.

## Kihalásuk
Kihalásuk okai mindmáig nem teljes mértékben tisztázott dolog.
Madagaszkár szigetét 1500 évvel ezelőtt érték el először emberi csoportok, feltehetőleg Délkelet-Ázsia felől bevándorolva.
Ezután komoly kihalási hullám indult el a sziget nagy testű állatfajai között, a gorilla méretű óriási makik (a Megaladapidae és a Palaeopropithecinae családok tagjai) , tehén nagyságú „törpe” vízilovak, óriási szárazföldi teknősök  és hatalmas elefántmadarak mindnyájan ezután nem sokkal eltűntek a szigetről.
Ezen állatok legtöbbjénél az erőteljes vadászat volt a kihalás legfőbb oka és nagy valószínűséggel belejátszhatott az egyre növekvő emberi populáció létfenntartása miatti egyre növekvő ütemű erdőirtás is.
A Plesiorycteropus fajok maradtak fenn legtovább ezen állatok közül, de úgy nagyjából 1000 évvel ezelőtt ezek a fajok is kihaltak, vélhetően a fenti okok miatt.

## Rendszertani besorolásuk
A klasszikus rendszertani besorolások szerint a Plesiorycteropus fajok a földimalac közeli rokonai voltak és vele együtt a csövesfogúak (Tubulidentata) rendjébe sorolták őket.
Egyes korai rendszertani munkák a rovarevők, a vendégízületesek, vagy a tobzoskák távoli rokonaiként sorolták be őket.
Ross MacPhee kutatásai 1994-re végleg meggyőzték a tudomány képviselőit, hogy e fajok nem voltak a földimalac rokonai, hasonló alaktani bélyegeik csak a konvergens evolúció miatt alakultak ki náluk.
Emiatt egy új emlősrendet állítottak fel e fajoknak, melyet Bibymalagasia rendnek neveztek el. Ez szó szerinti fordításban „madagaszkári állatok”-at jelent.
A modern molekuláris alapú kutatások során a rendet az Afrotheria öregrendbe sorolják, ám ott is egy különálló leszármazási vonalat képvisel és nem túl közeli rokonai a többi rendnek.

### Fordítás
- Ez a szócikk részben vagy egészben  a   Plesiorycteropus című német Wikipédia-szócikk fordításán alapul.  Az eredeti cikk szerkesztőit annak laptörténete sorolja fel. Ez a jelzés csupán a megfogalmazás eredetét és a szerzői jogokat jelzi, nem szolgál a cikkben szereplő információk forrásmegjelöléseként.